# Наданян Ашот Сергійович
Ашот Сергійович Наданян (вірм. Աշոտ Նադանյան; народився 19 вересня 1972 в Баку) — вірменський шахіст; міжнародний майстер, заслужений тренер Вірменії, тренер ФІДЕ. Його ім'ям названа дебютна система в Захисті Грюнфельда. Наданяну присвячена глава книги Тібора Каройї «Геній на задньому плані» (англ. Genius in the Background, 2009). З 1999 по 2001 був головним тренером чоловічої збірної Кувейту, а з 2005 по 2010 — Сінгапуру. З 2011 року — тренер-секундант друге шахіста світу Левона Ароняна. У вільний час Наданян пише афоризми.